# Hippeastrum argentinum
Hippeastrum argentinum là một loài thực vật có hoa trong họ Amaryllidaceae. Loài này được (Pax) Hunz. mô tả khoa học đầu tiên năm 1967.